# Grupo Granatspitze
El grupo Granatspitze (en alemán: Granatspitzgruppe), a veces también el Grupo Granatspitz, es un subgrupo de los Alpes Centrales dentro de los Alpes Orientales. Junto con el grupo Ankogel, el grupo Goldberg, el grupo Glockner, el grupo Schober, el grupo Kreuzeck, el grupo Venediger, las montañas Villgraten y el grupo Rieserferner, el grupo Granatspitze forma la cordillera principal conocida como el Alto Tauern. El grupo Granatspitze se encuentra en Austria en los estados federales de Salzburgo y Tirol. Su cumbre más alta es el Großer Muntanitz, 3.232 m (AA)
El grupo Granatspitze está situado en la parte central del Alto Tauern. La carretera Felbertauernstraße es el límite del grupo en el oeste. El grupo está más bien eclipsado por sus vecinos más famosos que incluyen al Großglockner y al Großvenediger. La cordillera toma su nombre de la Granatspitze, 3.086 m sobre el nivel del mar (AA)

## Cordilleras vecinas
El grupo Granatspitze está limitado por las siguientes otras cadenas montañosas de los Alpes:
- Alpes de Kitzbühel  (al norte)
- Grupo Glockner (al este)
- Grupo Schober (al sureste)
- Montañas Villgraten  (al suroeste)
- Grupo Venediger  (al oeste)

## Cumbres
Cumbres principales en el grupo Granatspitze):
- Großer Muntanitz 3,232 m sobre el nivel de mar (AA)
- Kleiner Muntanitz 3,192 m sobre el nivel de mar (AA)
- Oberer Muntanitzpalfen 3,170 m sobre el nivel de mar (AA)
- Luckenkogel 3,100 m sobre el nivel de mar (AA)
- Stubacher Sonnblick 3,088 m sobre el nivel de mar (AA)
- Granatspitze 3,086 m sobre el nivel de mar (AA)
- Vordere Kendlspitze 3,085 m sobre el nivel de mar (AA)
- Hintere Kendlspitze 3,085 m sobre el nivel de mar (AA)
- Kalser Bärenkopf 3,079 m sobre el nivel de mar (AA)
- Gradötz 3,063 m sobre el nivel de mar (AA)
- Stellachwand 3,060 m sobre el nivel de mar (AA)
- Grauer Schimme 3,053 m sobre el nivel de mar (AA)
- Wellachköpfe 3,037 m sobre el nivel de mar (AA)
- Äußerer Knappentröger 3,031 m sobre el nivel de mar (AA)